# Liteni (Suceava megye)
Liteni város Suceava megyében, Moldvában, Romániában.

## Fekvése
A Suceava és a Szeret folyók találkozásánál helyezkedik el, a megye délkeleti részén. A megyeszékhelytől, Szucsávától 30 km-re, Fălticeni városától 32 km-re található.

## Történelem
Városi rangot 2004-ben kapott.

## Népesség
A lakosság etnikai összetétele a 2002-es népszámlálási adatok alapján:
- Románok:  9833 (99,81%)
- Romák (cigányok):  17 (0,17%)
- Más etnikumúak:  1 (0,01%)

A lakosság 96,50%-a ortodox (9507 lakos), 1,27%-a pedig pünkösdista  (126 lakos) vallású.

## Látnivalók
- Vârna V Liteanu emlékháza
- Elesett katonák emlékműve

## Gazdaság
Legfontosabb gazdasági ágazatok a településen: textilipar, hús és tejfeldolgozás, faipar.